# Lars Hörmander
Lars Valter Hörmander, né le 24 janvier 1931 à Mjällby et mort le 25 novembre 2012 à Lund, est un mathématicien suédois. Il est connu pour ses travaux sur les équations aux dérivées partielles.

## Biographie

### Jeunesse
Hörmander est né le 24 janvier 1931 à Mjällby dans le Sud de la Suède. Il finit ses études primaires et secondaires rapidement, sautant des classes. Il entre à l'université de Lund en 1948 pour étudier les mathématiques et la physique.

### Carrière
Il a notamment reçu la médaille Fields en 1962 et le prix Wolf en 1988, pour ses travaux en théorie des équations aux dérivées partielles, dont il est considéré comme l'un des plus grands spécialistes. Il a joué un rôle de première importance dans le développement de l'analyse microlocale, avec ses contributions à la théorie des opérateurs pseudo-différentiels et leur généralisation substantielle représentée par les opérateurs Fourier-intégraux (en) qui servent à transformer des équations aux dérivées partielles dans des formes normales souvent de résolution aisée.
L. Hörmander effectua sa thèse de doctorat à l'université de Lund sous la direction de Marcel Riesz puis Lars Gårding (On the theory of general partial differential operators, soutenance en 1955). Il travailla notamment à l'université de Stockholm, à l'université Stanford et à l'Institute for Advanced Study à Princeton. En 1968, il revint à l'université de Lund et y prit sa retraite en 1996 comme professeur émérite.
Les quatre volumes de son traité The analysis of linear partial differential operators (1983-1985, Springer) constituent une œuvre monumentale qui reprend les avancées de la période 1960-1985 en théorie des équations aux dérivées partielles et en analyse micro-locale. Son livre Complex analysis in several variables (1966, Van Nostrand) est considéré comme un classique en théorie de plusieurs variables complexes.
L. Hörmander a été élu en 1968 à l'Académie royale des sciences de Suède. Il a été conférencier plénier au Congrès international des mathématiciens à Nice en 1970.